# Шапел о Ман
Шапел о Ман (фр. Chapelle-au-Mans) насеље је и општина у источном делу централне Француске у региону Бургоња, у департману Саона и Лоара која припада префектури Шарол.
По подацима из 2011. године у општини је живело 248 становника, а густина насељености је износила 9,02 становника/km². Општина се простире на површини од 27,5 km². Налази се на средњој надморској висини од 374 метара (максималној 401 m, а минималној 255 m).

## Демографија
| 1962. | 1968. | 1975. | 1982. | 1990. | 1999. | 2011. |
| ----- | ----- | ----- | ----- | ----- | ----- | ----- |
| 388   | 427   | 359   | 363   | 302   | 274   | 248   |

График промене броја становника у току последњих година